# I Wanna Be with You
I Wanna Be with You —en español: Quiero Estar Contigo— es el segundo álbum de estudio de la cantante estadounidense Mandy Moore, lanzado por el sello Jive Records a mediados del año 2000. Por su parte, su título, basado en el título de su canción principal. Incluye algunas versiones remezclas de canciones de su anterior álbum So Real. Debido al impacto moderado del álbum de Moore en la industria musical, los ejecutivos de la compañía discográfica decidieron afianzar el perfil musical de Moore en la industria. I Wanna Be with You reunía la misma clase de música de su primer álbum.
Mandy Moore comenzó a grabar las canciones de I Wanna Be with You, inmediatamente, durante el último trimestre del año 1999. Para ello, Epic Records vuelve a reunir a los letristas, compositores y productores de So Real. Además de ello, esta también involucró al lanzamiento de una canción como su sencillo: «I Wanna Be with You» convirtiéndose la canción con mayor impacto comercial, tras alcanzar la posición N° 24 de la Billboard Hot 100, el principal ranking de canciones y sencillos de Estados Unidos. Su debut en la Billboard 200 de Estados Unidos, donde se convirtió en el segundo álbum de estudio en alcanzar el top 30, consecutivo de Mandy Moore, tras vender 60 mil en su primera semana. Tras todo, I Wanna Be with You vendió más de 3 millones de copias alrededor del mundo.

## Antecedentes
Antes de promoción de So Real había terminado aún, Moore ya había comenzado a trabajar en nuevo material. Debido a que su álbum debutó solo fue lanzado en Estados Unidos y otros pocos países, Epic Records tendría la tarea lanzar una versión internacional del disco anterior para dar a conocer a Moore en otras tierras. En abril de 2000, anunció que este álbum llevaría el nombre de I Wanna Be With You y sería lanzado como el segundo álbum de estudio de la cantante. El nuevo álbum incluía canciones que no entró en la selección final del álbum debut, estas fueron modificadas y grabadas de nuevo. I Wanna Be with You mantiene los mismos géneros del último álbum adolescente-pop, pop dance- y pop bubblegum.

## Composición
La primera canción, «I Wanna Be with You» es una canción pop con ligeros toques de R&B. La canción está escrita en la tonalidad de Mi ♭ mayor y se encuentra en el tipo de compás de tiempo común. La canción también se sigue la secuencia de Ebmaj7-Ab-EB7-Abmaj7 como su progresión de acordes.  La voz de Moore en la canción se extiende a partir de la nota de A ♭ 3 a D ♭ 5. La versión utilizada en la película tiene más golpes de amapola. La segunda pista es, «Everything My Heart Desires*» es una canción dance-pop, la canción fue escrito por K. Dahlgaard, Jay M. y J. Pederson. La próxima canción es «Want You Back» un tema romántico, que muestra influencias de pop bubblegum, con una duración de tres minutos y dieciocho segundos. La canción está compuesta en la llave de B ♭ mayor y se encuentra en compás de tiempo común con una moderadamente lento ritmo de 96 latidos por minuto.
La cuarta piesta es, «The Way to My Heart» fue producido por Peter Mansson. La canción es una dance-pop que tiene una duración tres minutos con treinta y nueve segundos, se compone de la clave de re mayor y se encuentra en compás de tiempo común, con una moderadamente lento ritmo de 88 latidos por minuto. «So Real (Wade Robson Remix)» es una versión remix de «So Real» fue también el tercer sencillo del álbum pasado. En sus letras, Moore canta que lo que siente acerca de un hombre es "muy, muy real". La canción fue escrita por Tony Battaglia, Shaun Fisher y producida por The Wasabees. «Lock Me in Your Heart» es una canción a medio tiempo que Moore le pide a su chico que "me encierras en tu corazón y tirar la llave".
«Walk Me Home», es una balada pop muy parecida al estilo de Janet Jackson. Esta canción es otra tema extraído de su álbum debut. La siguiente canción, «I Like It», que fue coescrito por el miembro de los Backstreet Boys, Howie Dorough. La novena canción de disco es «Candy», habla de sus sentimientos, que echa de menos y anhela su amor como un "dulce". La última canción es «Your Face» es una balada teen pop que tiene una duración de tres minutos y diecisiete segundos. La canción está compuesta en la llave de mi mayor y se encuentra en compás de tiempo común con un ritmo de 76 latidos por minuto.

## Recepción

### Crítica
La recepción que tuvieron los críticos para el disco por lo general fueron mixtas. Stephen Thomas Erlewine de Allmusic, dijo: "Si tiene planeado lanzar un álbum de estudio para que se convierta en un éxito de taquilla pop adolescente y competir con el éxito masivo, Britney Spears y Christina Aguilera, luego este no deja huella." ¿Que debes hacer? Bueno, si eres 550/Epic, debes tomar las canciones de álbum debut de Moore, mezclar el orden de las canciones, remix, un par de pistas, y grabar un nuevo glamour, sexy foto de su diva menor de edad lo que se ve sorprendentemente como Britney. Un movimiento de marketing craso, sin duda, pero bueno, los tiempos difíciles exigen medidas drásticas como esa. La cosa es que el renovado, titulado enigmáticamente I Wanna Be with You [Special Edition] (lo que da la impresión de que este es un EP o que hay una edición estándar de I Wanna Be with You, que no hay). ¿Por qué? Porque es llamativo, más llamativo, y en conjunto más desechable: todos los ingredientes esenciales para un álbum de pop adolescente bueno, ya que debe ser algo que es del momento, no está diseñado para las edades. I Wanna Be with You es, sin duda, casi desafiante del momento, y si bien no es más que su cuota justa de relleno (seamos sinceros, hubo una razón por la que el álbum debía ser revisado). Y sobre todo, es bastante divertido, ya sea en las baladas o los números de baile. Moore todavía no es tan bueno como Britney o Christina, ya que ella no tiene una persona o un material similar.

### Comercial
En Estados Unidos I Wanna Be With You debutó en la posición N.º 21 en Billboard 200, donde se convirtió, simultáneamente, en el segundo álbum de estudio top 30 de Mandy Moore, después de So Real. Tras todo, I Wanna Be With You vendió 60.000 copias la primera semana, poco después fue certificado Oro de la RIAA, tras vender más de 1 mil copias. En el contiene Europeo I Wanna Be With You se convirtió en el álbum debut de Moore, logra vender más de 1 mil copias.
Se han producido múltiples versiones de este álbum, aunque en general hay dos listas de canciones. Las versiones de Australia, Japón, y Asia difieren de la versión estándar, con 16, 17, y 18 canciones respectivamente. En Asia el álbum se convirtió en un éxito masivo, en Turquía alcanzó la posición N.º 3 de las listas, obtenido el certificado de disco de platino por la asociación de música Turkish Phonographic Industries Society tras vender 200.000 copias. En India vendió más de 400.000, donde para octubre de 2000, recibe disco de Multi- Platino por la IMI. El álbum alcanzó el puesto N.º 49 en las listas de Japón, con 15.760 copias vendidas la primera semana. En general el álbum logró vender más de 900.000 copias solo en el continente Asiático.
En Nueva Zelanda llegó a alcanzar el sexto puesto en las listas.

## Promoción

### Sencillos

#### I Wanna Be With You
«I Wanna Be With You» la canción que dio su título al álbum, fue el primer sencillo de éste. Su estreno fue realizado en la radios de Estados Unidos, 11 de julio de 2000. A ésta le siguieron las fechas de sus lanzamientos radiales y materiales alrededor del mundo, los cuales fueron realizados durante el segundo cuatrimestre del año 2000.  Con ello, «I Wanna Be With You» cuarto sencillo de Mandy Moore en países como los Estados Unidos.
Su video musical, fue dirigido por Nigel Dick. La canción también fue presentada en la banda sonora de la película Center Stage. Se convirtió en un Top 30 en Estados Unidos, Reino Unido, y Australia.

#### Walk Me Home
«Walk Me Home» fue el segundo y último sencillo de I Wanna Be With You. Inicialmente fue lanzado como segundo sencillo de su álbum debut So Real, sin embargo también fue incluido en este álbum. Fue relanzada en octubre de 2000, a las emisoras de radio, esta vez logrado alcanzar la posición N.º 38 en Billboard Pop Songs y ARC Top 40.
Moore rodó el video musical de «Walk Me Home» en un estudio de Los Ángeles, California, para la fecha de 24 y 23 de febrero de 2000. La dirección estuvo a cargo del Gregory Dark. El vídeo narrando y presentando la historia de dos chicas, una de ellas es una famosa actriz de Hollywood y la otra una chica común y corriente. Las dos describe el momento que viven en el estreno de la película "Ice Blue". Moore mantine una relación con el chico que aparece en el video, tanto en la película como en la vida real.
Existe dos versiones de este video. El primer vídeo musical fue lanzado en un DVD titulado, Mandy Moore: The Real Story con características de la versión original, mientras que el seguimiento de lanzamiento del DVD que se editó con The Best of Mandy Moore cuenta con una versión cortada, la supresión de la sub-parcela del video en el que Mandy es soñar despierto de estar con un actor.

## Lista de canciones
| Edición de Estándar |                                             |                                               |          |  |
| N.º                 | Título                                      | Escritor(es)                                  | Duración |  |
| 1.                  | «I Wanna Be with You»                       | Keith Thomas, Shelly Peiken, Tiffany Arbuckle | 4:14     |  |
| 2.                  | «Everything My Heart Desires»               | J. Pederson; K. Dahlgoord; Michael Jay        | 3:41     |  |
| 3.                  | «Want You Back»                             | L. Lindebergh; P. Mansson                     | 3:18     |  |
| 4.                  | «The Way to My Heart»                       | J. Pedersen; K. Dahlgoord; P. Rein            | 3:39     |  |
| 5.                  | «So Real» (Wade Robson remix)               | Shaun Fisher; Tony Battaglia                  | 3:44     |  |
| 6.                  | «Lock Me In Your Heart»                     | T. Battaglia; S. Fisher                       |          |  |
| 7.                  | «Walk Me Home»                              | T. Moran                                      | 4:22     |  |
| 8.                  | «I Like It»                                 | Battaglia, Moran                              | 4:26     |  |
| 9.                  | «So Real»                                   | Shaun Fisher; Tony Battaglia                  | 3:50     |  |
| 10.                 | «Candy» (Wade Robson remix)                 | David Rice, Mark Stevens                      | 3:38     |  |
| 11.                 | «Your Face»                                 | David Rice, Mark Stevens                      | 4:17     |  |
| 12.                 | «I Wanna Be with You» (Soul Solution remix) | K. Thomas                                     | 4:22     |  |

| Edición de Internacional |                                              |                                               |          |  |
| N.º                      | Título                                       | Escritor(es)                                  | Duración |  |
| 1.                       | «I Wanna Be with You»                        | Keith Thomas, Shelly Peiken, Tiffany Arbuckle | 4:14     |  |
| 2.                       | «Candy»                                      | David Rice, Mark Stevens                      | 3:38     |  |
| 3.                       | «What You Want»                              | Tony Battaglia; Shaun Fisher; Skip Masland    |          |  |
| 4.                       | «So Real»                                    | Shaun Fisher; Tony Battaglia                  | 3:50     |  |
| 5.                       | «Everything My Heart Desires»                | J. Pederson; K. Dahlgoord; Michael Jay        | 3:41     |  |
| 6.                       | «Want You Back»                              | L. Lindebergh; P. Mansson                     | 3:18     |  |
| 7.                       | «The Way to My Heart»                        | J. Pedersen; K. Dahlgoord; P. Rein            | 3:39     |  |
| 8.                       | «Lock Me in Your Heart»                      | Battaglia, Shaun Fisher                       |          |  |
| 9.                       | «Telephone/Quit Breaking My Heart» (Reprise) |                                               |          |  |
| 10.                      | «Walk Me Home»                               | T. Moran                                      | 4:22     |  |
| 11.                      | «Love You for Always»                        | Battaglia, Fisher                             |          |  |
| 12.                      | «I Like It»                                  | Battaglia, Moran                              | 4:26     |  |
| 13.                      | «Your Face»                                  | David Rice, Mark Stevens                      | 4:17     |  |

## Charts
| Chart (2000)                   | Posición Máxima |
| ------------------------------ | --------------- |
| Australia ARIA Album Chart     | 55              |
| Argentina Albums Chart         | 32              |
| India Albums Chart             | 1               |
| Turkey Albums Chart            | 3               |
| New Zealand RIANZ Albums Chart | 6               |
| US Billboard 200               | 21              |
| UK Albums Chart                | 52              |
| Japón Oric. Albums Chart       | 49              |

## Certificaciones
| País o Región         | Certificación | Ventas/shipments |
| --------------------- | ------------- | ---------------- |
| Argentina (CAPIF)     | Oro           | 30,000x          |
| Australia (ARIA)      | Plata         | 30,000           |
| India (IMI)           | 2x Platino    | 400.000          |
| Turquía (Mü-YAP)      | 2x Platino    | 200.000          |
| Nueva Zelanda         | Plata         | 5,000            |
| Estados Unidos (RIAA) | Oro           | 1,000,000†       |
| Europa (Summaries)    | Platino       | 1,020,000        |
| Japón (RIAJ)          | Plata         | 80,000           |

† Para septiembre de 2013, el álbum a logró vender más de 1,020,000, en Estados Unidos.